# Eduardo Marques
Eduardo Marques (Santos, 26 juni 1976) is een Braziliaans voormalig voetballer die als aanvaller speelde.